# Châtel-Guyon
Châtelguyon – miejscowość i gmina we Francji, w regionie Owernia-Rodan-Alpy, w departamencie Puy-de-Dôme.
Według danych na rok 1990 gminę zamieszkiwały 4743 osoby, a gęstość zaludnienia wynosiła 337 osób/km² (wśród 1310 gmin Owernii Châtelguyon plasuje się na 38. miejscu pod względem liczby ludności, natomiast pod względem powierzchni na miejscu 661.).